# ماریا ویسوچانسکا
ماریا ویسوچانسکا (اوکراینی: Марія Олегівна Височанська؛ زادهٔ ۱۰ سپتامبر ۲۰۰۲) ژیمناستیک ریتمیک اهل اوکراین است.